# 麥克·費斯
麥可·大衛·費斯（英語：Michael David Faist，/faɪst/，1992年1月5日—），美國男演員和歌手。知名於百老匯音樂劇《致埃文·漢森》中扮演康納·墨菲，藉此入圍東尼獎最佳音樂劇精選男演員，並隨眾卡司贏得葛萊美獎最佳音樂劇專輯及日間艾美獎晨間節目最佳音樂演出。
在電影圈的知名作品如《难言之隐》（2012年）、《他人之悲》（2015年）、《野女孩》（2018年）以及《西城故事》（2021年）。

## 早期生活
麥克·費斯1992年1月5日生於俄亥俄州加哈那。養父母名為茱莉亞（Julia）和寇特·費斯（Kurt Faist）。他們擁有一家房地產公司，透過建築工程來扶養費斯長大。
年幼時期愛上了米高梅的老電影；父母時常讓他坐在電視機前觀看VHS帶子。費斯特別受到弗雷德·阿斯泰爾及金·凱利電影中的舞蹈吸引。欣賞凱利的《萬花嬉春》（1952年）後渴望成為像他一樣的人；費斯表示：「就像是他的表演及步伐，能透過動作講述一則故事。」他強迫父母為自己報名參加舞蹈班，並開始為俄亥俄州的社區劇院和兒童劇院試鏡。他五歲時開始跳舞。在哥倫布兒童劇院製作的《綠野仙蹤》中，費斯扮演了一名棒棒糖小孩。後來加入《奧利佛！》和《爱丽丝梦游仙境》的演出班底。儘管從未扮演過重要角色，但他對兒童戲劇的參與激發了出演更多角色的渴望。
電影也大幅影響了他的成長。他是《夺宝奇兵》和《星際大戰》的粉絲。看了《西城故事》（1961年）後才明白演戲才是天職。哥倫布當地公司的領導者唐·羅伯茲（Don Roberts）成為了導師。費斯表示：「在那之前，我只是舞者，他是讓我真正開始愛上表演的人。」林肯高中的老師辛西婭·馬西奧斯（Cynthia Macioce）也是恩人。費斯高中時在《油脂》中飾演丹尼·祖科（Danny Zuko），在《耶穌基督超級巨星》中飾演賽門（Simon）。
2009年高中畢業一年後，17歲移居紐約從事舞台演藝事業。曾就讀美國音樂戲劇學院，但兩個學期後退學。在外百老匯戲劇試鏡期間，他開始在時代廣場賣票。一開始太緊張，不敢試鏡，被朋友拉去俄亥俄州斯普林博羅的一家晚宴劇院，參加《白色聖誕節》的試鏡，最後拿下機會。在17歲的第一份職業演員工作期間，他收集食品券，每週收入150美元，住在麥當勞停車場的後方，但這給了他足夠的信心說出：「我絕對能做到。」

## 作品列表

### 電影
| 年份 | 標題                 | 角色            | 附註 |
| ---- | -------------------- | --------------- | ---- |
| 2012 | 《难言之隐》         | 東尼（Tony）        |      |
| 2015 | 《黃色》（Yellow）         | 史基普（Skip）      | 短片 |
| 2015 | 《觸火之戀》         | 精神病房患者    |      |
| 2015 | 《他人之悲》         | 戈迪·喬納（Gordie Joiner）   |      |
| 2016 | 《我們的時間》（Our Time）   | 班尼（Benny）        |      |
| 2017 | 《吾能吾願》（I Can I Will I Did）     | 班（）          |      |
| 2017 | 《活躍的成年人》（Active Adults） | 青少年          |      |
| 2018 | 《野女孩》           | 勞倫斯（Lawrence）      |      |
| 2020 | 《大西洋城故事》（The Atlantic City Story） | 亞瑟（Arthur）        |      |
| 2021 | 《西城故事》         | 里夫（Riff）        |      |
| 2023 | 《不羈騎士》         | 丹尼·萊昂       |      |
| 2024 | 《挑戰者》           | 亞特·唐納森（Art Donaldson） |      |

### 電視
| 年份 | 標題                       | 角色                 | 附註                             |
| ---- | -------------------------- | -------------------- | -------------------------------- |
| 2015 | 《甜心駭客》               | 歐森（Olsen）             | 單集：〈未播出的原創試播集〉（Unaired Original Pilot） |
| 2017 | 《法律与秩序：特殊受害者》 | 格倫·勞倫斯（Glenn Lawrence）      | 單集：〈複雜〉（Complicated）               |
| 2018 | 《真偽莫辨》               | 班·「梅卡」·伊凡（Ben "Mekka" Evans） | 單集：〈蒙面〉（Masking）               |
| 2021 | 《恐慌遊戲》               | 道奇·梅森（Dodge Mason）        | 主演                             |

### 舞台劇
| 年份      | 標題             | 角色                    | 地點             | 附註               |
| --------- | ---------------- | ----------------------- | ---------------- | ------------------ |
| 2011      | 《報童傳奇》     | 莫里斯·德蘭西（）       | 造紙廠劇場       | 地區限定           |
| 2012–2013 | 《報童傳奇》     | 莫里斯·德蘭西（）       | 尼德蘭劇院       | 百老匯             |
| 2014      | 《合適》（Appropriate）     | 里斯·瑟斯頓（Rhys Thurston）         | 潘興廣場簽名中心 | 外百老匯           |
| 2015      | 《鄉間一月》     | 阿列克謝·別利亞耶夫（Aleksei Belyaev） | 經典舞台公司     | 外百老匯           |
| 2015      | 《致埃文·漢森》  | 康納·墨菲（）           | 競技場舞台劇院   | 华盛顿哥伦比亚特区 |
| 2016      | 《致埃文·漢森》  | 康納·墨菲（）           | 第二階段劇院     | 外百老匯           |
| 2016–2018 | 《致埃文·漢森》  | 康納·墨菲（）           | 八音盒劇場       | 百老匯             |
| 2018      | 《憤怒之日》（Days of Rage） | 史賓賽（Spence）              | 第二階段劇院     | 外百老匯           |

## 外部連結
- 麥克·費斯在互联网电影资料库（IMDb）上的資料（英文）
- 互聯網百老匯資料庫（IBDB）上麥克·費斯的資料（英文）